# Авраам Оянендел
Авраам Оянедел Уррутія (ісп. Abraham Oyanedel Urrutia; 25 травня 1874 — 28 грудня 1954) — чилійський юрист, обіймав посаду президента Чилі протягом 82 днів в 1932 році.
Вивчав право в Університеті Чилі в Сантьяго, у 1897 році отримав диплом юриста. У 1891 брав участь в чилійській громадянської війни на боці армії Конгресу.
У 1927 році він був призначений членом Верховного суду Чилі, згодом став його головою. 2 жовтня 1932 в зв'язку з повстанням гарнізонів в Антофагасті і Консепсьоні, президент Бартоломе Бланш подав у відставку і передав владу Ояненделю. Вся його діяльність на цій посаді звелася до організації проведення загальних виборів, на яких переміг Артуро Алессандрі, якому Оянендел передав повноваження на Різдво, 24 грудня 1932 року.